# Вилляйтнер, Михаэль
Михаэль Вилляйтнер (нем. Michael Willeitner; род. 5 сентября 1990, Берхтесгаден, Бавария) — немецкий биатлонист сборной Германии, бронзовый призёр чемпионата Европы 2014 года, прошедшего в городе Нове-Место-на-Мораве, что располагается в Чехии. Среди достижений можно отметить 2 первых и 1 третье место на Чемпионате Германии. Также спортсмен является трижды бронзовым призёром Кубка IBU.

## Биография
Своей первой гонкой для спортсмена на Кубке мира по биатлону стал спринт в Хохфильцене, где спортсмен занял 69-е место, не попав в пасьют.
Осенью 2015 года Михаэль стал участником чемпионата Германии по биатлону, заняв в 2014 году третье место, и выиграв гонки в Лангдорфе и Рупольдинге в таких дисциплинах как спринт и эстафета.
Участвовал на Кубке IBU, где взял три бронзовые медали.

## Медальный зачёт
Ниже предоставлена таблица позиций, занятых спортсменом.
| Сезон 2016—2017  | Сезон 2016—2017 | Сезон 2016—2017  | Сезон 2016—2017 | Сезон 2016—2017 | Сезон 2016—2017 | Сезон 2016—2017 | Сезон 2016—2017 | Сезон 2016—2017 |
| Тип соревнований | Этап            | Место проведения | Инд. гонка      | Пасьют          | Эстафета        | Масс-старт      | См. эстафета.   | Спринт          |
| ---------------- | --------------- | ---------------- | --------------- | --------------- | --------------- | --------------- | --------------- | --------------- |
| Кубок мира       | 6               | Италия           | 42              | —               | —               | —               | —               | —               |
| Кубок мира       | 5               | Германия         | —               | 42              | —               | —               | —               | 38              |
| Сезон 2015—2016  |                 |                  |                 |                 |                 |                 |                 |                 |
| Кубок мира       | 2               | Австрия          | —               | —               | —               | —               | —               | 69              |